# Parti unioniste progressiste
Pour les articles homonymes, voir Parti unioniste.
Le Parti unioniste progressiste (en anglais : Progressive Unionist Party) est un parti politique nord-irlandais fondé en 1979. Le parti était formé du Independent Unionist Group du quartier unionist Shankill à Belfast. Le parti a des liens avec le Ulster Volunteer Force, un groupe paramilitaire unioniste en Irlande du Nord. Le chef du parti actuellement est Billy Hutchinson.

## Résultats électoraux

### Assemblée de l'Irlande du Nord
| Année | Voix   | %   | Sièges  | Gouvernement |
| ----- | ------ | --- | ------- | ------------ |
| 1998  | 20 634 | 2,6 | 2 / 108 | Opposition   |
| 2003  | 8 032  | 1,2 | 1 / 108 | Opposition   |
| 2007  | 3 822  | 0,6 | 1 / 108 | Opposition   |
| 2011  | 1 493  | 0,2 | 0 / 108 |              |
| 2016  | 5 955  | 0,9 | 0 / 108 |              |
| 2017  | 5 590  | 0,7 | 0 / 90  |              |